# Rivière des Vases (L'Isle-Verte)
Pour les articles homonymes, voir Vase.
La rivière des Vases coule dans les municipalités de Saint-Arsène, de Cacouna et de L'Isle-Verte, dans la municipalité régionale de comté (MRC) de Rivière-du-Loup, dans la région administrative du Bas-Saint-Laurent, au Québec, au Canada.
La rivière des Vases est un affluent de la rive sud du fleuve Saint-Laurent à la hauteur de L'Isle-Verte.

## Géographie
La rivière des Vases prend sa source de ruisseaux agricoles situés au sud-est d'une zone de tourbière dans la municipalité de Saint-Arsène. Cette source est située au nord-ouest de la rue du Patrimoine et du chemin de fer du Canadien National, à 5,6 km au sud-est du littoral sud-est de l'estuaire du Saint-Laurent, à 3,5 km au nord-est du centre du village de Saint-Arsène et à 10,3 km au sud-ouest du pont du village de L'Isle-Verte.
À partir de sa source, la rivière des Vases coule sur 11,3 km selon les segments suivants :
- 1,1 km vers le nord-ouest dans Saint-Arsène, puis le nord, jusqu'à une route ;
- 2,7 km vers le nord, jusqu'à la limite de la municipalité de Cacouna ;
- 2,1 km vers le nord-ouest dans Cacouna, jusqu'à la limite de la municipalité de L'Isle-Verte ;
- 0,9 km vers le nord-est, jusqu'à la route 132 ;
- 2,2 km vers le nord, en recueillant les eaux du ruisseau du Petit Lac (venant du sud-ouest), jusqu'à la confluence du cours d'eau Réal-Filion ;
- 1,9 km vers le nord-ouest, jusqu'au chemin de la Rivière-des-Vases ;
- 0,4 km vers le nord, où la rivière se déverse dans une petite baie (longueur : 350 m) qui s'élargit progressivement jusqu'à la confluence de la rivière.

La rivière des Vases se déverse sur les battures du fleuve Saint-Laurent dans la municipalité de L'Isle-Verte, face à l'Île Verte, situé à 2,9 km au large. Cette confluence est située à 5,3 km à l'ouest du pont du village de L'Isle-Verte et à 2,4 km au nord-ouest de la route 132.

## Toponymie
Selon la Commission de toponymie du Québec, le nom de ce cours d'eau figure au moins depuis 1925 sur ou dans certains documents, cartographiques et autres. L'origine du toponyme fait référence au caractère vaseux de plusieurs segments de cette rivière, particulièrement à sa confluence. Le caractère droit de certains segments de son cours est tributaire de l'application des politiques provinciales de creusage de petits cours d'eau pour accroitre l'efficience des terres agricoles.
Le toponyme « rivière des Vases » a été officialisé le 5 décembre 1968 à la Commission de toponymie du Québec.